# Oddział PTTK „Ziemia Sanocka” w Sanoku

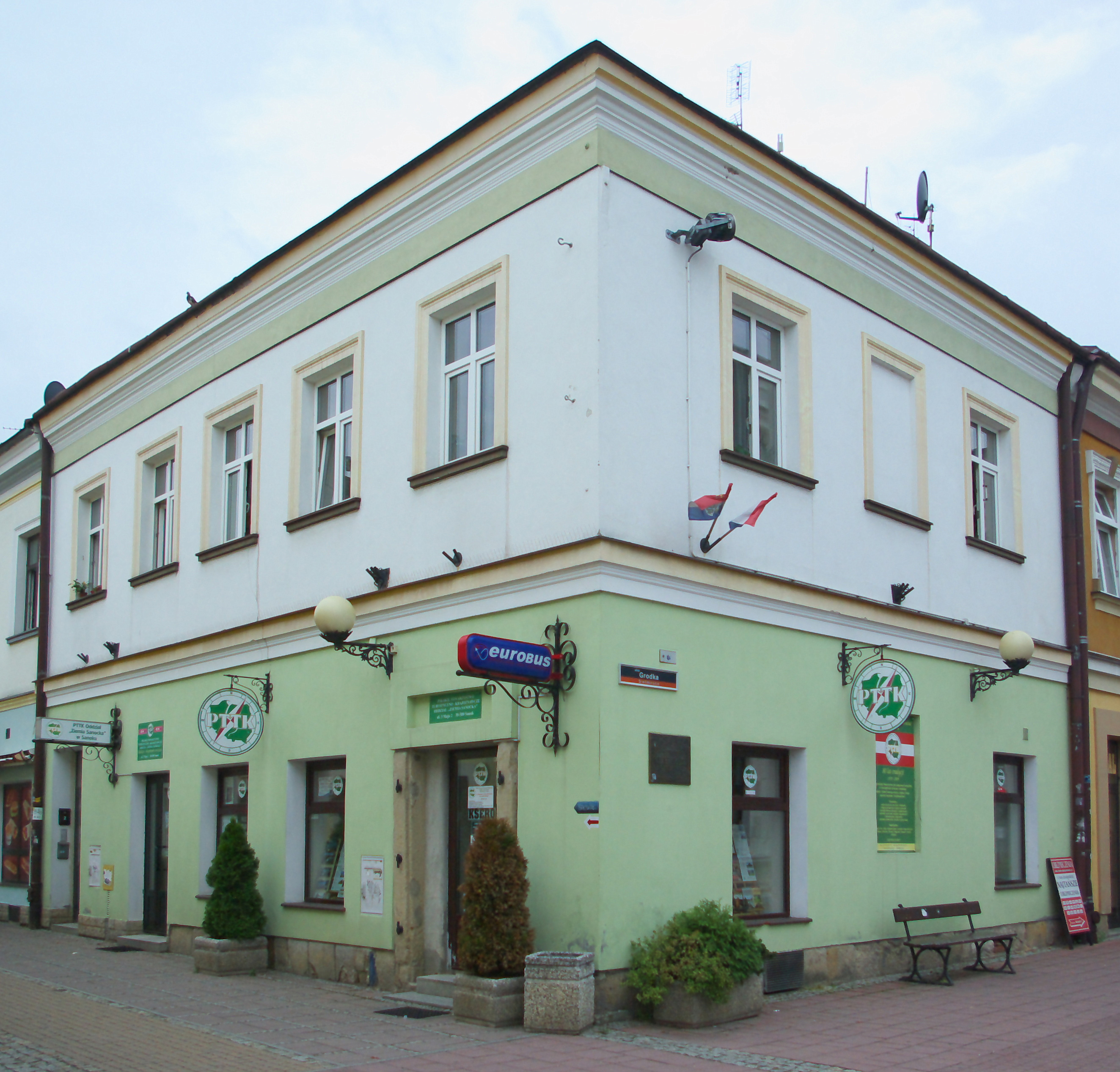
Siedziba PTTK w Sanoku

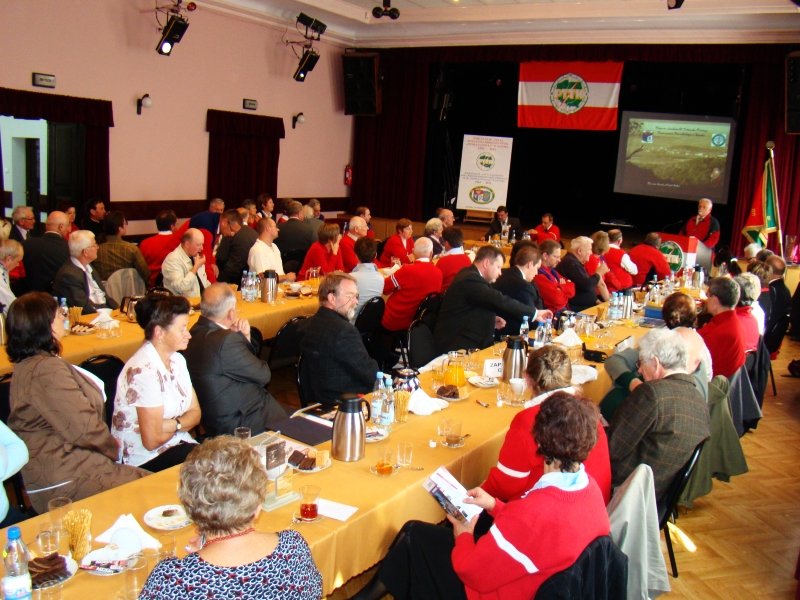
Konferencja i działacze PTTK w Sanoku (2011)

Oddział PTTK „Ziemia Sanocka” w Sanoku – terenowa jednostka Polskiego Towarzystwa Turystyczno-Krajoznawczego z siedzibą w Sanoku.

## PTT
Oddział PTTK w Sanoku przejął tradycje założonego 16 maja 1929 Koła Polskiego Towarzystwa Tatrzańskiego, którego działalność w okresie II Rzeczypospolitej rozciągała się na obszar powiatów: sanockiego, brzozowskiego, krośnieńskiego i leskiego. Prezesem został wybrany hr. Jan Potocki, a funkcję sekretarza pełnił inicjator założenia koła, Jan Hrabar (prowadzący aptekę Apteki „Pod (Złotą) Gwiazdą”). W zarządzie zasiedli Władysław Dukiet, Karol Dziekanowski, Tadeusz Malawski i Antoni Szemelowski. Wśród założycieli byli Stanisław Augustyński, inż. Karol Barancewicz, dr Paweł Biedka, mjr Andrzej Bogacz, Stanisław Cebula, kpt. dr Stanisław Domański, dr Antoni Dorosz, Feliks Giela, Władysław Haduch, Marian Kawski, Jan Kilar, inż. Jan Kosina, Stefan Lewicki, hr. Stanisław Potocki, dr Jan Rajchel, Paweł Wiktor, ks. Antoni Wołek, dr Karol Zaleski. Łącznie u zarania działalności koło liczyło 30 członków, w 1931 już 61. Koło działało przez trzy lata. Reaktywacja nastąpiła 1 sierpnia 1936, a inicjatorem był ówczesny starosta sanocki Izydor Wagner. Prezesem koła został Ludwik Jasiński, wiceprezesem Stanisław Domański, a ponadto udzielali się: mjr Stanisław Stahlberger, kpt. Czesław Wawrosz, dr Edmund Słuszkiewicz, inż. Maksymilian Fingerchut, Sebastian Flizak, Jan Bezucha, ppłk Kazimierz Barancewicz, dr Samuel Herzig, dr Salomon Ramer. W 1936 oddział liczył 55 członków, w 1937 było 88 członków (w tym 30 w sekcji narciarskiej), w 1938 było 63 członków (w tym 60 w sekcji narciarskiej). W sanockim PTT działali m.in. urzędnicy, przedstawiciele władz miasta oraz wojskowi ze stacjonującego w Sanoku 2 Pułku Strzelców Podhalańskich.
Sanocki PTT brał udział w zorganizowanym w mieście w dniach 14-17 sierpnia 1936 Zjazdu Górskiego. Wówczas został wydany Przewodnik po Sanoku i Ziemi Sanockiej autorstwa Edmunda Słuszkiewicza; wyd. II 1938. W latach 30. były wyznaczane szlaki turystyczne. Staraniem PTT w Sanoku pod koniec marca 1938 w tzw. „Wartowni” przy tunelu otwarto schronisko w Łupkowie, zorganizowane w tzw. „Wartowni” przy tunelu kolejowym.
W ramach sanockiego PTT działały sekcje turystyczna, letniskowa i propagandowo-gospodarcza. Ponadto w ramach oddziału była prowadzona Sekcja Narciarska „Sanoczanka”, której prezesem był mjr Marian Kowalski. W styczniu 1938 Sekcja Narciarska PTT w Sanoku została przyjęta do Polskiego Związku Narciarskiego.
Siedziba sanockiego oddział PTT mieściła się przy ulicy Tadeusza Kościuszki 2, zaś SN „Sanoczanka” działała przy ulicy Jana III Sobieskiego 5. W latach 30. PTT w Sanoku był przypisany do adresu ulicy Jagiellońskiej 12. Oddział sanocki PTT działał do wybuchu II wojny światowej w 1939, a po 1945 nie wznowił działalności.

## PTTK
Po wojnie i dokonanym w okresie PRL centralnym zjednoczeniu Polskiego Towarzystwa Tatrzańskiego i Polskiego Towarzystwa Krajoznawczego oraz utworzeniu Polskiego Towarzystwa Turystyczno-Krajoznawczego, w 1951 powstał Oddział PTTK w Sanoku. Inicjatorami powstania byli Ludwik Jasiński, Władysław Szombara, Tomasz Tomasik, Stefan Stefański, Adam Bieniasz, Tadeusz Walciszewski. Przez lata PRL funkcję prezesa pełnili: Władysław Szombara, Stefan Stefański, Bronisław Witwicki, Jan Tyłka, Ignacy Zatwarnicki (przełom lat 70. i 80.), Mieczysława Czopor, Józef Szymbara, Stanisław Sieradzki, Krzysztof Prajzner. Działaczami sanockiego oddziału zostali Maria Szuber (ciotka Janusza), Tadeusz Gołębiowski, Andrzej Bożydar Radwański.
W październiku 1961 zostało powołane koło przewodnicki w Sanoku, którego przewodniczącym został I. Zatwarnicki, wiceprzewodniczącym Karol Dziuban, a skarbnikiem S. Stefański.
W 1963 został wydany Sanok i okolice. Przewodnik turystyczny autorstwa Stefana Stefańskiego (1974, 1991). W latach 60. oddział PTTK działał nadal przy ul. T. Kościuszki.
Wynikiem działań Komisji Opieki nad Zabytkami, powstałej przy oddziale PTTK w Sanoku, w 1978 umieszczono na fasadzie kilku budynków tablice informujące o zabytkowym charakterze tychże obiektów (inicjatorką akcji była Mieczysława Czopor, a za treść tablic odpowiadali Wojciech Salwa i Stefan Stefański).
W 1990 oddział PTTK w Sanoku działał przy ulicy 22 Lipca 18 (późniejsza ulica 3 Maja). Do końca maja 1995 oddział PTTK w Sanoku działał w jednej z kamienic przy ulicy 3 Maja, której właścicielem został Shami Silberman. W połowie 1995 zarząd miasta Sanoka przyznał oddziałowi w procedurze bezprzetargowej lokal w kamienicy przy ulicy 3 Maja 2, gdzie sanockie PTTK rozpoczęło działalność 1 września 1995.
6 marca 1999 została nowa nazwa: Oddział PTTK „Ziemia Sanocka” w Sanoku. 24 września 2001 Polskie Towarzystwo Turystyczno-Krajoznawcze Oddział „Ziemia Sanocka” w Sanoku zostało wpisane do rejestru stowarzyszeń w Krajowym Rejestrze Sądowym.
W 2008 Oddział PTTK w Sanoku otrzymał Nagrodę Burmistrza Sanoka.
24 października 2009 na północnej fasadzie siedziby przy ulicy 3 Maja 2 została ustanowiona tablica pamiątkowa, na której inskrypcja głosi: 1929-2009. Założycielom działaczom oddziału Polskiego Towarzystwa Tatrzańskiego i Polskiego Towarzystwa Turystyczno-Krajoznawczego zasłużonym dla rozwoju sanockiej turystyki. 24 października 2009 Zarząd i członkowie O/PTTK Ziemia Sanocka w Sanoku. Tego samego dnia oddziałowi PTTK „Ziemia Sanocka” wręczono Medal Grzegorza z Sanoka.
Do 18 marca 2017 prezesem oddziału był Mieczysław Krauze, a w jego miejsce został wówczas wybrany Stanisław Sieradzki.
Z dniem 1 kwietnia 2017 Oddział PTTK „Ziemia Sanocka” ustanowił odznakę „Korona Bieszczadów”, przyznawaną za zdobycie 15 najwyższych szczytów i grzbietów w polskiej części Bieszczadów.